# Paul Coppejans
Paul Coppejans (Elsene, 28 september 1933 - Ganshoren, 13 augustus 2018) was een Belgische atleet, die gespecialiseerd was in het polsstokhoogspringen. Hij nam eenmaal deel aan de Olympische Spelen en veroverde zeven Belgische titels.

## Biografie
Coppejans behaalde tussen 1962 en 1968 zeven opeenvolgende Belgische titels in het polsstokhoogspringen. Hij nam in deze discipline ook deel aan de Europese kampioenschappen van 1958 in Stockholm, waar hij 21e werd in de finale en van 1966 in Boedapest, waar hij uitgeschakeld werd in de kwalificaties. Bij de Olympische Spelen van 1964 in Tokio werd hij in de kwalificaties uitgeschakeld.
Coppejans verbeterde in 1963 het Belgische record van Raymond Van Dijck tot 4,46 m. In verschillende verbeteringen bracht hij het in 1966 ten slotte naar 4,72.

### Clubs
Coppejans was aangesloten bij CA Schaarbeek.

## Belgische kampioenschappen
| Onderdeel            | Jaar                                     |
| -------------------- | ---------------------------------------- |
| polsstokhoogspringen | 1962, 1963, 1964, 1965, 1966, 1967, 1968 |

## Persoonlijk record
| Onderdeel            | Prestatie | Datum        | Plaats       |
| -------------------- | --------- | ------------ | ------------ |
| polsstokhoogspringen | 4,73 m    | 24 juli 1966 | Sint-Niklaas |

## Palmares

### polsstokhoogspringen
- 1955:  Interl. Ned.-België te Den Haag - 3,80 m
- 1957:  Interl. België-Ned. te Antwerpen - 3,60 m
- 1958: 21e EK in Stockholm – 4,00 m
- 1962:  BK AC – 4,30 m
- 1963:  BK AC – 4,46 m
- 1964:  BK AC – 4,20 m
- 1964: 27e kwal. OS in Tokio – 4,20 m
- 1965:  BK AC – 4,45 m
- 1966:  BK AC – 4,65 m
- 1966: kwal. EK in Boedapest – 4,20 m
- 1967:  BK AC – 4,40 m
- 1968:  BK AC – 4,40 m

## Onderscheidingen
- Gouden Spike - 1963